# Tarrytown (Nova York)
Tarrytown és una població dels Estats Units a l'estat de Nova York. Segons el cens del 2000 tenia 11.090 habitants.

## Demografia
Segons el cens del 2000, Tarrytown tenia 11.090 habitants, 4.533 habitatges, i 2.765 famílies. La densitat de població era de 1.436,9 habitants per km².
Dels 4.533 habitatges en un 26,6% hi vivien nens de menys de 18 anys, en un 48,5% hi vivien parelles casades, en un 9,6% dones solteres, i en un 39% no eren unitats familiars. En el 31,2% dels habitatges hi vivien persones soles el 9,7% de les quals corresponia a persones de 65 anys o més que vivien soles. El nombre mitjà de persones vivint en cada habitatge era de 2,33 i el nombre mitjà de persones que vivien en cada família era de 2,95.
Per edats la població es repartia de la següent manera: un 19,7% tenia menys de 18 anys, un 8,6% entre 18 i 24, un 34,8% entre 25 i 44, un 22,5% de 45 a 60 i un 14,4% 65 anys o més.
L'edat mediana era de 37 anys. Per cada 100 dones de 18 o més anys hi havia 77,8 homes.
La renda mediana per habitatge era de 68.762 $ i la renda mediana per família de 82.445 $. Els homes tenien una renda mediana de 61.699 $ mentre que les dones 41.054 $. La renda per capita de la població era de 39.472 $. Entorn de l'1,8% de les famílies i el 4,7% de la població estaven per davall del llindar de pobresa.